# Georg Moller
Pour les articles homonymes, voir Moller.
Georg Moller (né le 21 janvier 1784 à Diepholz et décédé le 13 mars 1852 à Darmstadt) est un architecte et urbaniste allemand.

## Biographie
Il était le fils d'un pasteur protestant. En 1800, il commença ses études d'architecte auprès de Diederich Christian Ludwig Witting (de). Puis, de 1826 à 1830 avec Ludwig Lange. Là, il rencontra Friedrich Weinbrenner. Il a été suivi en 1802 à Karlsruhe, pour poursuivre ses études à l'école d'architecture de la ville.
Dans les années 1807-1809 Georg Moller a fait un voyage d'études à Rome, où il a été l'influence décisive de la colonie d'artistes allemands local. À l'issue de ce voyage en 1810, il a été l'architecte de la cour et urbaniste du grand-duché de Hesse-Darmstadt.

## Œuvres
Parmi ses œuvres majeures locaux, comme l'église Saint-Louis de Darmstadt, la principale église catholique de Darmstadt après la Réforme, dont la forme est calquée sur le Panthéon à Rome, et l'ancien théâtre de l'État, la place Luisenplatz (Darmstadt) (de) et la loge maçonnique - la maison Moller de nos jours. En outre, il a créé le théâtre d'État de Mayence, qui a l'attention à causé sa façade semi-circulaire, et le château de Wiesbaden des ducs de Nassau, le siège actuel de la Landtag de Hesse.

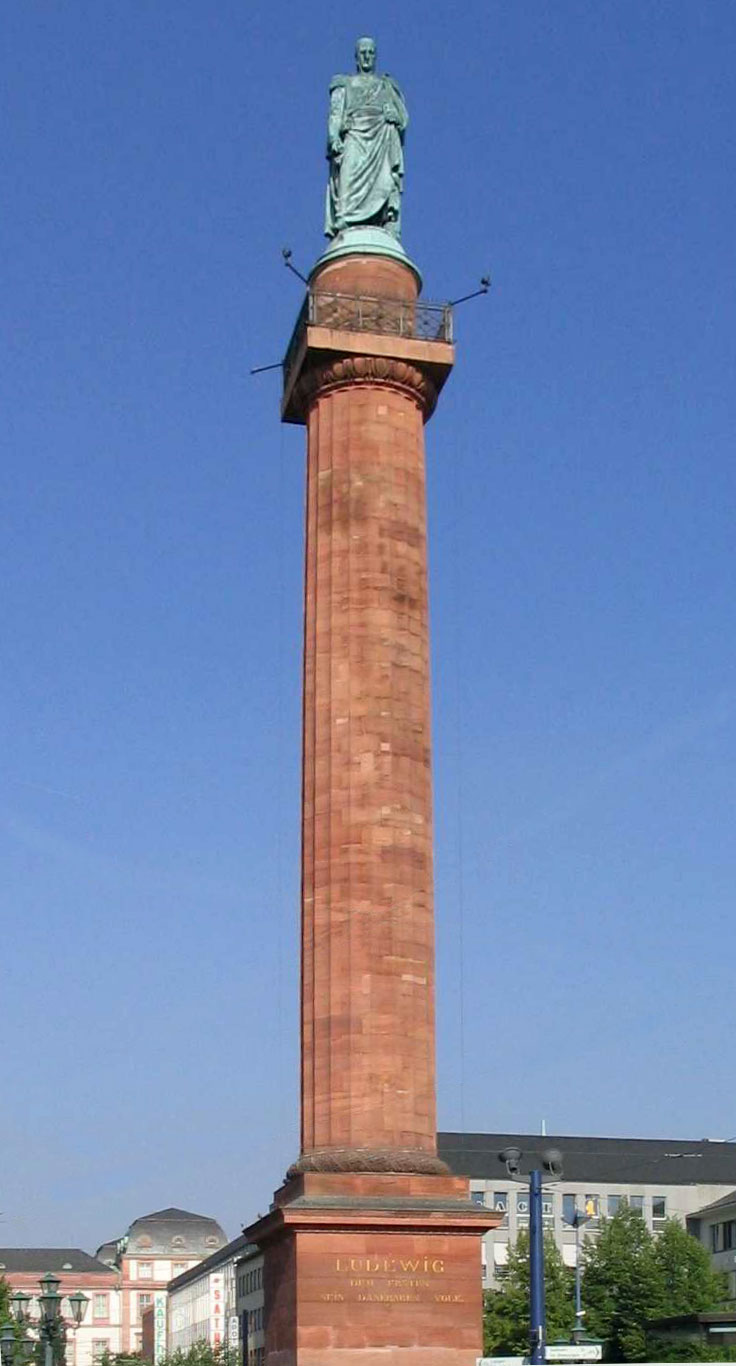
Ludwigsmonument in Darmstadt
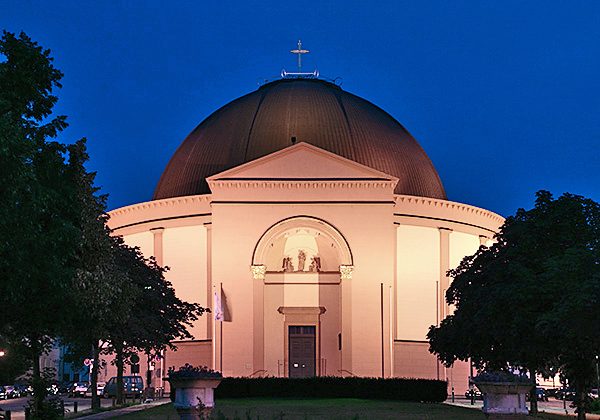
St.-Ludwigs-Kirche in Darmstadt
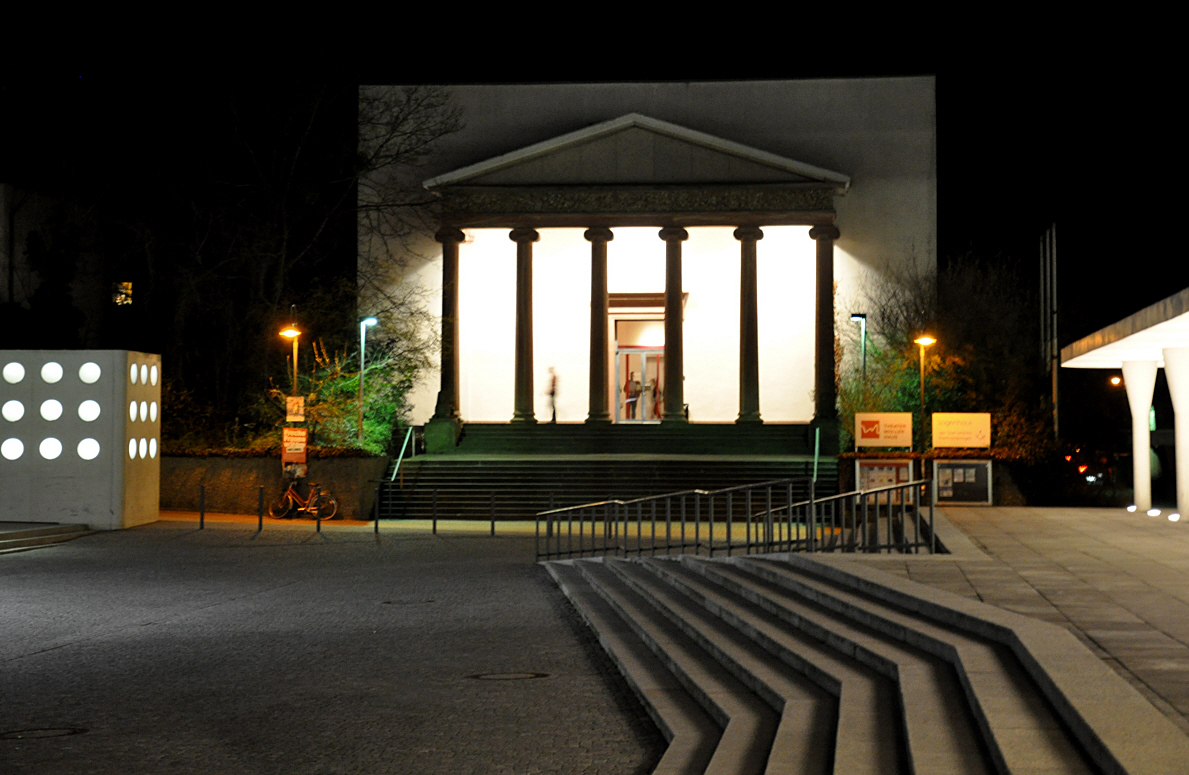
„Moller-Haus“ in Darmstadt
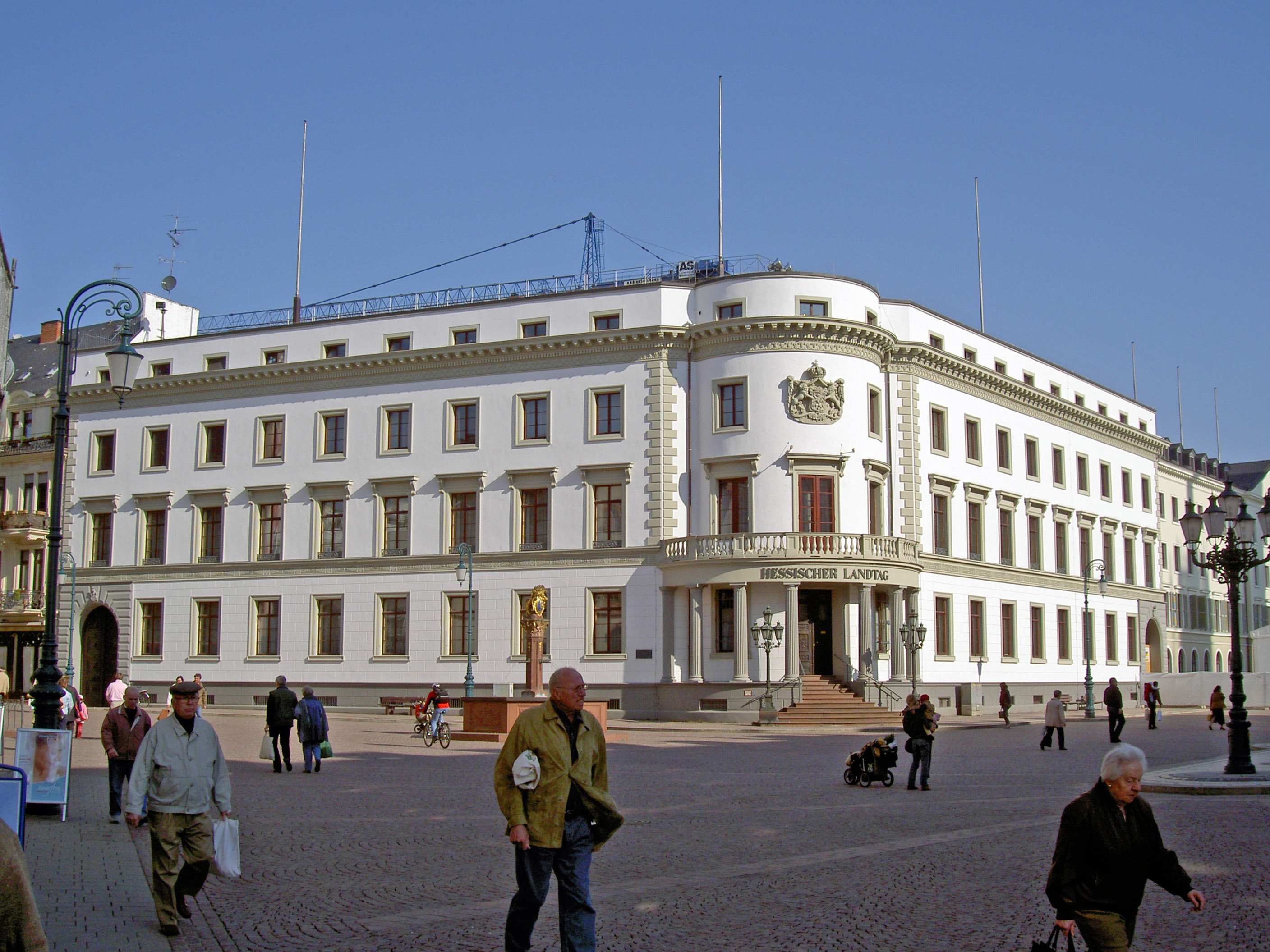
Stadtschloss in Wiesbaden
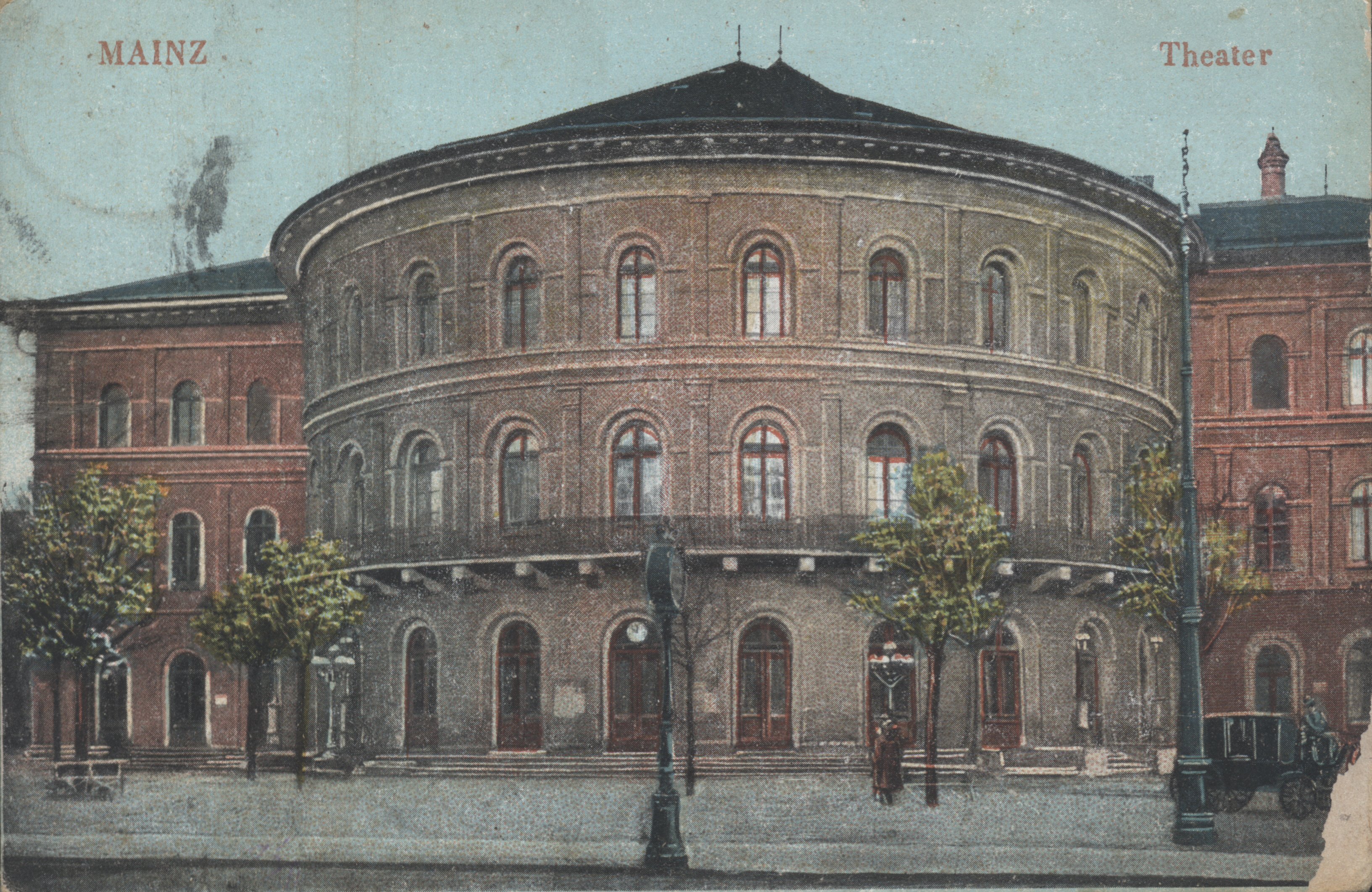
Staatstheater Mainz
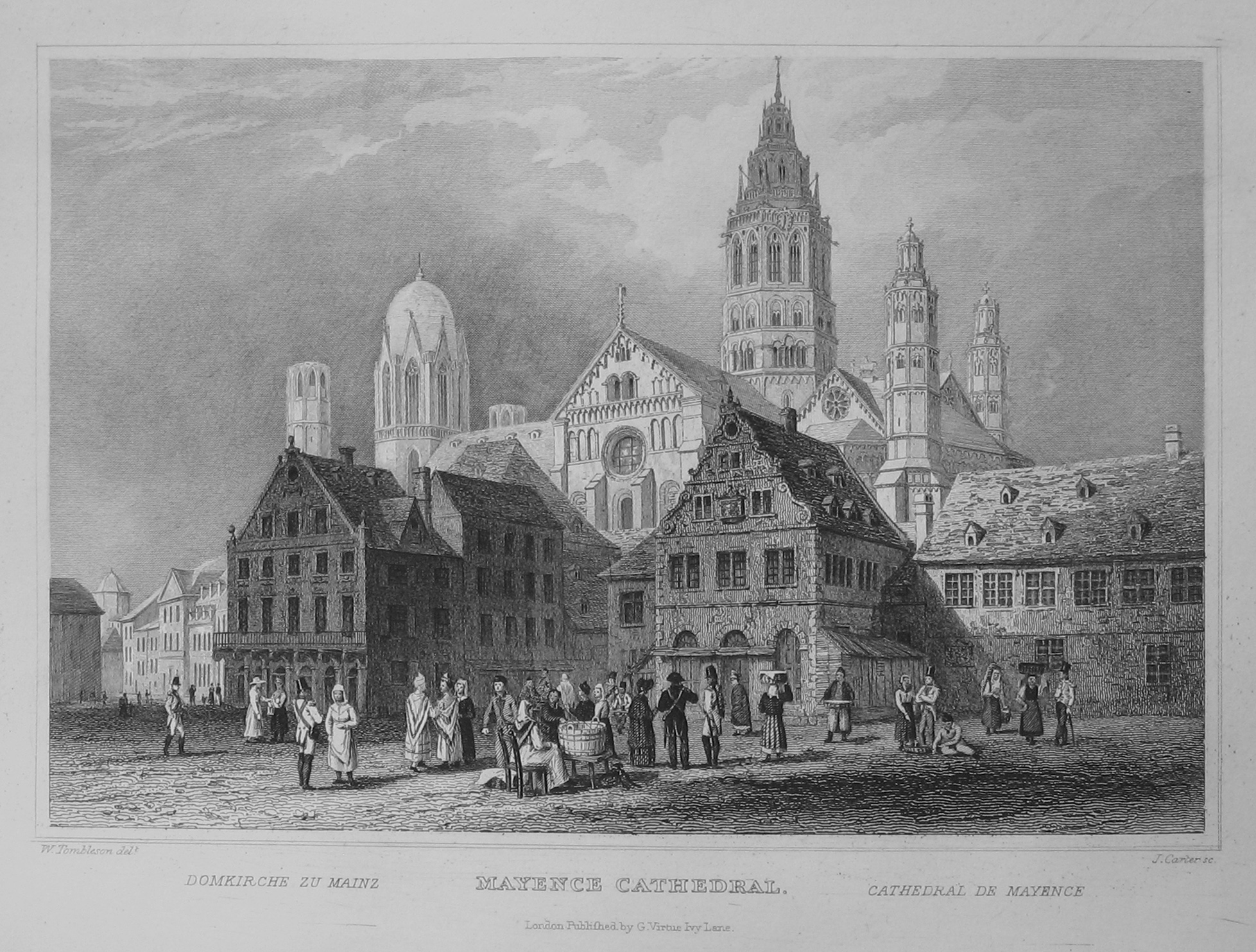
Mainzer Dom mit Mollerscher Kuppel